# Big Bash League
La Big Bash League è il campionato nazionale australiano di Twenty20 cricket, sorto nel 2011 in sostituzione dal KFC Twenty20 Big Bash.

## Storia
Il KFC Twenty20 Big Bash ebbe grande successo di pubblico, al punto che nel 2011 si decise di rinnovare drasticamente il torneo. La vecchia competizione infatti era disputata dalle tradizionali selezioni degli stati che compongono l'Australia (che già si contendevano lo Sheffield Shield, il campionato nazionale di First Class cricket) mentre quella nuova verrà orientata su un sistema più simile alle leghe professionistiche sportive degli USA (NBA, NFL, ecc.) ovvero basata su franchigie collegate a singole città. Attualmente sono otto i team che prendono parte alla competizione, ma visto il successo di pubblico è molto probabile che verranno ammessi altri partecipanti.

## Formula
La competizione si svolge con un unico girone all'italiana con partite di sola andata. Le prime quattro classificate si qualificano per semifinali e finale (incrociate, prima con quarta e seconda con terza) e finale ad eliminazione diretta. Il vincitore della finale si aggiudica il titolo ed entrambe le squadre finaliste si qualificano per la Champions League Twenty20.

## Squadre
| Team | Team                | Città     | Stato                 | Impianto di gioco                     | Coach           | Capitano         | Giocatori stranieri           |
| ---- | ------------------- | --------- | --------------------- | ------------------------------------- | --------------- | ---------------- | ----------------------------- |
|      | Adelaide Strikers   | Adelaide  | Australia Meridionale | Adelaide Oval                         | Jason Gillespie |                  | Kieron Pollard                |
|      | Brisbane Heat       | Brisbane  | Queensland            | The Gabba                             | Daniel Vettori  |                  | Samuel Badree                 |
|      | Hobart Hurricanes   | Hobart    | Tasmania              | Blundstone Arena                      | Damien Wright   |                  | Darren Sammy Kumar Sangakkara |
|      | Melbourne Renegades | Melbourne | Victoria              | Etihad Stadium                        | David Saker     | Aaron Finch      | Tom Cooper Chris Gayle        |
|      | Melbourne Stars     | Melbourne | Victoria              | Melbourne Cricket Ground              | Stephen Fleming | Michael Clarke   | Luke Wright Kevin Pietersen   |
|      | Perth Scorchers     | Perth     | Australia Occidentale | WACA Ground                           | Justin Langer   | Adam Voges       |                               |
|      | Sydney Sixers       | Sydney    | Nuovo Galles del Sud  | Sydney Cricket Ground                 | Trevor Bayliss  | Moises Henriques | Johan Botha                   |
|      | Sydney Thunder      | Sydney    | Nuovo Galles del Sud  | ANZ Stadium Sydney Showground Stadium | Paddy Upton     |                  | Jacques Kallis                |

## Albo d'oro
| Stagione         | Finale                               | Finale                             | Finale                             | Squadra in casa     | Sede                     |
| Stagione         | Vincitore                            | Risultato                          | Finalista                          | Squadra in casa     | Sede                     |
| ---------------- | ------------------------------------ | ---------------------------------- | ---------------------------------- | ------------------- | ------------------------ |
| 2011–12 Dettagli | Sydney Sixers 158/3 (18.5 overs)     | Sidney vince di 7 wickets Referto  | Perth Scorchers 156/5 (20 overs)   | Perth Scorchers     | WACA Ground              |
| 2012–13 Dettagli | Brisbane Heat 167/5 (20 overs)       | Brisbane vince di 34 runs Referto  | Perth Scorchers 133/9 (20 overs)   | Perth Scorchers     | WACA Ground              |
| 2013–14 Dettagli | Perth Scorchers 191/4 (20 overs)     | Perth vince di 39 runs Referto     | Hobart Hurricanes 152/7 (20 overs) | Perth Scorchers     | WACA Ground              |
| 2014–15 Dettagli | Perth Scorchers 148/6 (20 overs)     | Perth vince di 4 wickets Referto   | Sydney Sixers 147/5 (20 overs)     | Campo neutro        | Manuka Oval              |
| 2015–16 Dettagli | Sidney Thunders 181/7 (19.3 overs)   | Sidney vince di 3 wickets Referto  | Melbourne Stars 176/9 (20 overs)   | Melbourne Stars     | Melbourne Cricket Ground |
| 2016–17 Dettagli | Perth Scorchers 144/1 (15.5 overs)   | Perth vince di 9 wickets Referto   | Sydney Sixers 141/9 (20 overs)     | Perth Scorchers     | WACA Ground              |
| 2017–18 Dettagli | Adelaide Strikers 202/2 (20 overs)   | Adelaide vince di 25 runs Referto  | Hobart Hurricanes 177/5 (20 overs) | Adelaide Strikers   | Adelaide Oval            |
| 2018–19 Dettagli | Melbourne Renegades 145/5 (20 overs) | Renegades vince di 13 runs Referto | Melbourne Stars 132/7 (20 overs)   | Melbourne Renegades | Docklands Stadium        |